# فابین دائو کاستلانا
فابین دائو کاستلانا (انگلیسی: Fabien Dao Castellana؛ زادهٔ ۲۸ ژوئیهٔ ۱۹۹۳) بازیکن فوتبال اهل فرانسه است.
از باشگاه‌هایی که در آن بازی کرده‌است می‌توان به باشگاه فوتبال نیس اشاره کرد.
وی همچنین در تیم ملی فوتبال زیر ۲۰ سال فرانسه بازی کرده‌است.